# Lorcaserin
Lorcaserin (Handelsname: Belviq resp. Belviq XR) ist ein  Arzneistoff aus der Gruppe der Serotoninagonisten, der vorübergehend zur Appetitzügelung zwecks Gewichtsreduktion bei übergewichtigen Patienten in den USA zugelassen war.
Lorcaserin wurde vom US-amerikanischen Pharmaunternehmen Arena Pharmaceuticals entwickelt. Im Mai 2012 wurde das Medikament von der US-amerikanischen Arzneimittelzulassungsbehörde FDA zugelassen, nachdem ein erster Zulassungsantrag im Oktober 2010 zunächst abgelehnt worden war. Vermarktet wurde es gemeinsam mit dem japanischen Pharmaunternehmen Eisai.
In Europa zog  Arena den Zulassungsantrag für Lorcaserin (Belviq) bei der EMA (Europäische Arzneimittel-Agentur) Anfang Mai 2013  zurück, weil erhebliche Bedenken des Fachausschusses CHMP gegen das Zulassungsdossier bestanden, die mit Sicherheit zu einer Ablehnung des Antrages geführt hätten. Aufgrund von Krebsrisiken forderte die FDA im Februar 2020 Eisai auf, „freiwillig“ das Medikament vom amerikanischen Markt zu nehmen. Dieser Aufforderung ist das Unternehmen am gleichen Tag gefolgt.

## Klinische Angaben

### Anwendungsgebiete
Lorcaserin ist angezeigt als Appetitzügler zur Gewichtsreduktion bei übergewichtigen Patienten. Eine arzneimittelrechtliche Zulassung in Europa besteht noch nicht.

### Nebenwirkungen
In den klinischen Phase-III-Studien traten als häufigste Nebenwirkungen Kopfschmerz, Schwindel und Übelkeit auf. Die Häufigkeit charakteristischer Nebenwirkungen anderer serotoninerger Arzneistoffe, wie Depression, Angststörungen und Selbstmordgedanken, lag auf Placeboniveau. Auch ein erhöhtes Risiko von Herzklappenschäden, eine charakteristische schwere Nebenwirkung der früher verwendeten Appetitzügler Fenfluramin, Dexfenfluramin und Aminorex, konnte zumindest in diesen Studien nicht beobachtet werden. Ein tierexperimentell bei Ratten aufgetretener Hinweis auf ein möglicherweise erhöhtes Krebsrisiko hatte 2010 zunächst zur Ablehnung des Arzneimittelzulassungsantrags in den USA geführt.

## Pharmakologie

### Pharmakodynamik
Lorcaserin ist ein Serotoninagonist, der selektiv Serotonin-Rezeptoren vom Typ 5-HT2C aktiviert und die Wirkung des Serotonins (5-HT) an diesem Rezeptor imitiert. Als Folge wird das appetitzügelnde Proopiomelanocortin-System im Hypothalamus aktiviert. Zugleich wird die Freisetzung appetitsteigernder Peptide, wie Neuropeptid Y und das Agouti-related peptide, gehemmt. Über diese Mechanismen werden anabole Stoffwechselwege gehemmt und katabole Wege gefördert. Damit ähnelt der Wirkmechanismus dem anderer früher eingesetzter Appetitzügler, wie beispielsweise Fenfluramin. Im Gegensatz zum Fenfluramin zeigt Lorcaserin jedoch kaum agonistische Wirkungen an 5-HT2B -Rezeptoren, die mit schweren Nebenwirkungen, wie Herzklappenschäden und pulmonaler Hypertonie, in Verbindung gebracht wird. Diese im kleinen Maßstab gewonnenen Ergebnisse konnten in einer einjährigen klinischen Studie bestätigt werden.

### Pharmakokinetik
Lorcaserin wird schnell aus dem Magen-Darm-Trakt in den systemischen Kreislauf aufgenommen. Das Hauptprodukt der Verstoffwechslung ist sein Sulfamat, welches zu über 90 % über die Nieren ausgeschieden wird. Der Hauptmetabolit ist nicht zu einer Bindung an 5-HT2C-Rezeptoren befähigt und trägt nicht zur Wirkung bei. Die Plasmahalbwertszeit des Lorcaserins beträgt 10 bis 11 Stunden.

## Chemie

### Stereochemie
Das Benzazepin-Derivat Lorcaserin ist ein chiraler Arzneistoff mit einem Stereozentrum. Therapeutische Verwendung findet das (R)-Enantiomer, wenngleich auch für das (S)-Enantiomer des 8-Chlor-1-methyl-2,3,4,5-tetrahydro-1H-3-benzazepins vergleichbare pharmakologische Eigenschaften gefunden wurden.

### Synthese
Für die Herstellung von Lorcaserin ist eine mehrstufige Synthese ausgehend von 4-Chlor-phenylethylamin beschrieben. Dieses wird mit 2-Chlor-propionsäurechlorid in Pyridin und Dichlormethan amidiert. Das Reaktionsprodukt wird in Gegenwart von Aluminiumchlorid zu 8-Chlor-1-methyl-2,3,4,5-tetrahydro-1H-3-benzazepin-2-on umgesetzt. Nach Reduktion mit Hilfe von Boran wird das racemische Endprodukt 8-Chlor-1-methyl-2,3,4,5-tetrahydro-1H-3-benzazepin erhalten.

## Analytik
Die zuverlässige qualitative und quantitative Bestimmung von Lorcaserin gelingt nach angemessener Probenvorbereitung durch Kopplung der UPLC mit der Massenspektrometrie.